# قصر مرشان
قصر مرشان هو قصر ملك المغرب في حي المرشان بمدينة طنجة، المغرب.

## الجمعية التشريعية لمنطقة طنجة الدولية
شيد المبنى في البداية في أوائل الخمسينيات من القرن العشرين كمقر للجمعية التشريعية لمنطقة طنجة الدولية.

## بيت طنجة
بعد استقلال المغرب عام 1956 وإعلانه مملكة في 14 أغسطس 1957، أعيد استخدام المبنى كممتلكات للملكية. في السنوات الأولى التي أعقبت الاستقلال، كان المبنى يُعرف باسم ("بيت طنجة").
من 27 إلى 30 أبريل/نيسان 1958، انعقد مؤتمر طنجة، وهو تجمع لممثلين من المغرب وتونس المستقلتين حديثًا ومن جبهة التحرير الوطني الجزائرية، والذي روّج لرؤية لمستقبل موحد لشمال إفريقيا والتي انهارت في السنوات اللاحقة. وكان من بين المشاركين في مؤتمر طنجة فرحات عباس، وعبد الحفيظ بوصوف، وعبد الحميد مهري من جبهة التحرير الوطني؛ الباهي الأدغم، أحمد التليلي، وعبد الحميد شاكر من حزب الدستور الجديد التونسي؛ وعلال الفاسي، أحمد بلافريج، وعبد الرحيم بوعبيد، والمهدي بن بركة من حزب الاستقلال المغربي. ترأس المؤتمر علال الفاسي.

## القصر الملكي
في العقد الأول من القرن الحادي والعشرين، قام الملك محمد السادس بتجديد القصر لتحويله إلى مكان للمناسبات الدبلوماسية. في 20 سبتمبر 2015 ، أجرى الملك محمد السادس والرئيس الفرنسي فرانسوا أولاند اتصالاً أطلق عليه "نداء طنجة" (بالفرنسية: Appel de Tanger)‏ حول الحاجة إلى مكافحة الاحتباس الحراري.
على الجانب الآخر من الشارع من قصر مرشان يقع مقر إقامة المندوب، وهو القصر السابق للمندوب (ممثل سلطان المغرب في طنجة) الذي استضاف فيما بعد متحف فوربس في طنجة من عام 1970 إلى عام 1990.